# The Definition Of...
The Definition Of... è il quinto album in studio della cantante statunitense Fantasia Barrino, pubblicato nel 2016.

## Tracce
1. Crazy – 4:49
2. No Time for It – 3:15
3. So Blue – 4:24
4. When I Met You – 4:33
5. Sleeping with the One I Love – 5:04
6. Stay Up (feat. Stacy Barthe) – 3:37
7. Ugly – 3:20
8. Wait for You – 5:09
9. Roller Coasters (feat. Aloe Blacc) – 4:55
10. Lonely Legend – 3:50
11. I Made It (feat. Tye Tribbett) – 5:40